# Реколета (арт-центр)
Культурный центр «Реколета» (исп. Centro Cultural Recoleta, CCR, ранее исп. Centro Cultural Ciudad de Buenos Aires) — арт-центр в одноимённом районе аргентинского города Буэнос-Айрес, открытый в декабре 1980 года; в центре разместилось пространство для подростков, художественные студии, учебная зона, коммерческие объекты (бар и магазин предметов современного аргентинского дизайна), кинотеатр, научный центр, резиденция для художников и выставочные залы для произведений современного изобразительного искусства.